# Willem de Zwijgerlaan (Leiden)
De Willem de Zwijgerlaan is een stadsweg in de Nederlandse stad Leiden. De laan verbindt de Oegstgeesterweg naar Oegstgeest en de Schipholweg langs station Leiden Centraal richting de A44 in het westen met Leiderdorp en de provinciale weg N445 richting de A4 in het oosten. De Willem de Zwijgerlaan loopt in zijn geheel dwars door de wijk Leiden-Noord, waarvoor het de belangrijkste ontsluiting vormt, evenals voor de noordelijker gelegen Merenwijk. De laan is vernoemd naar Willem van Oranje, ook wel De Zwijger genoemd.

## Aanleg
De weg is aangelegd tussen 1949 en 1968. Het eerste gedeelte, dat in 1950 in gebruik kwam, is gelegen tussen de Marnixstraat en de Beatrixstraat, als onderdeel van het Uitbreidingsplan Noord I. Met de opening van de Zijlbrug op 30 oktober 1967 werd de weg aangesloten op de provinciale weg (N445) richting Roelofarendsveen en de Engelendaal richting Leiderdorp. De opening van de Willem de Zwijgerbrug over de Haarlemmertrekvaart en aanleg van de Oegstgeesterweg door de Kikkerpolder, maakten van de Willem de Zwijgerlaan sinds begin april 1968 een doorgaande route. Voor de verbinding moest wel het voormalige landgoed en huis Groenoord van schilder Floris Verster al in de jaren twintig wijken. Ook werden twee historische invalsroutes, de Maredijk en de Haarlemmerweg, doorsneden. De verbindingsweg over het Schuttersveld met het station, de huidige Schipholweg, kwam in augustus 1969 tot stand.

## Herstructurering
In de periode 2009-2012 heeft de weg een complete herstructurering ondergaan, waarbij onder andere twee overkluizingen zijn gemaakt: één ter hoogte van de nieuwe wijk Nieuw Leyden en één bij de Kooilaan/Kooiplein in de buurt De Kooi. Hiermee wil men de verkeersveiligheid, verkeersdoorstroming en de daarmee samenhangende luchtkwaliteit verbeteren. Ook wordt de barrièrewerking van de weg verminderd. Met deze overkluizingen is het voor langzaam verkeer mogelijk om de weg op drie plaatsen ongelijkvloers te kruisen, omdat ook onder de Willem de Zwijgerbrug door kan worden gefietst of gelopen.